# Ki Hong Lee
Ki Hong Lee (hangeul : 이기홍 (Lee Ki Hong)) est un acteur américano-sud-coréen, né le 30 septembre 1986 à Séoul. Il est notamment connu pour son rôle de Minho dans la trilogie Le Labyrinthe.

## Biographie

### Enfance et éducation
Ki Hong Lee est né en Corée du Sud. Il y a vécu jusqu'à ses six ans ; lui et sa famille ont déménagé à Auckland en Nouvelle-Zélande, où il a appris à parler anglais. Deux ans après vers ses huit ans, ils ont déménagé à Los Angeles. Il a vécu dans le Sud de la Californie la majeure partie de sa vie avant d'intégrer UC Berkeley de 2008 à 2012. Après cela, il a travaillé au restaurant tenu par ses parents.
Il est dans le top 10 des hommes les plus sexys de 2014 selon le magazine People.

### Carrière
En 2010, Ki Hong Lee a commencé comme invité dans la série Victorious, La Vie secrète d'une ado ordinaire et Modern Family. En 2011, il a tenu le rôle de Paul dans The Nine Lives of Chloe King et, la même année, il a tenu un petit rôle, celui de Hector dans la série New Girl. Il est également apparu dans quelques courts-métrages de Wong Fu Production, Away We Happened (2012), She Has A Boyfriend (2013) et This Is How We Never Met (2013).
Ki Hong Lee est aussi reconnu comme youtuber, en effet, il est apparu dans quelques épisodes de Youtubers React de Fine Brothers.
Il joue en particulier dans le film Le Labyrinthe, dans lequel il interprète le rôle de Minho, un coureur.

### Vie privée
Ki Hong Lee est marié depuis le 7 mars 2015 avec Hayoung Choi, sa petite-amie depuis 2010.

## Filmographie

### Films
- 2013 : Yellow Face de Jeff Liu : BD Wong
- 2014 : Le Labyrinthe (The Maze Runner) de Wes Ball : Minho
- 2015 : The Stanford Prison Experiment de Kyle Patrick Alvarez : Gavin Chan
- 2015 : Everything Before Us de Wesley Chan et Philip Wang : Jay
- 2015 : Le Labyrinthe : La Terre brûlée (Maze Runner: The Scorch Trials) de Wes Ball : Minho
- 2017 : The Mayor (특별시민) de Park In-je : Steve
- 2017 : I Wish - Faites un vœu (Wish Upon) de John R. Leonetti : Ryan Hui
- 2018 : Le Labyrinthe : Le Remède mortel (Maze Runner: The Death Cure) de Wes Ball : Minho
- 2018 : Un héros ordinaire (The Public) d'Emilio Estevez : Chip

Prochainement
- Looks That Kill de Kellen Moore (postproduction)

### Courts métrages
- 2011 : All in All de Charlie Reff et Jacki Sextro : Jeremy
- 2012 : Take It Slow de Philip Wang : Brian
- 2012 : Fratervention: The End of Bro'ing Out de Louis Mayo : Keith
- 2013 : The Master Chef de Eric I. Lu : John Suh
- 2013 : This Is How We Never Met de Wesley Chan et Philip Wang : un garçon
- 2013 : Somewhere Like This de Wesley Chan : le petit-ami
- 2013 : To Those Nights de Philip Wang
- 2013 : She Has a Boyfriend de Philip Wang : Frank
- 2014 : This Time de ? : Manny Park
- 2017 : Two Bellmen Three de Daniel Malakai Cabrera et Mark David Spencer : Joon-lee
- 2017: Wish Upon de John Leonetti: Ryan
- 2014 : Asian Bachelorette de Philip Wang : Tom

### Séries télévisées
- 2010 : Victorious : Clayton (deux épisodes)
- 2010 : La Vie secrète d'une ado ordinaire (The Secret Life of the American Teenager) : l'étudiant
- 2010 : Modern Family : Busboy
- 2011 : The Nine Lives of Chloe King : Paul (six épidodes)
- 2011 : New Girl : Hector (saison 1, épisode 7)
- 2012 : Away We Happened : Ben (six épisodes)
- 2012 : The Client List : le livreur
- 2012 : Always You : James
- 2012 : MotherLover : Chaz Seong (six épisodes)
- 2013 : Blue Bloods : David Lin
- 2014 : N.C.I.S.: Enquêtes spéciales : Chris Hoffman
- 2015-2019 : Unbreakable Kimmy Schmidt : Dong Nguyen (personnage récurrent)
- 2015 : The Whispers : Peter Kim (saison 1, épisode 1)
- 2019 : Whiskey Cavalier : Kim Yong Song (saison 1, épisode 11)
- 2021 : Dave : Dan (2 épisodes, saison 2)